# Mistrovství světa ve fotbale 1994
Mistrovství světa ve fotbale 1994 bylo patnácté mistrovství světa v dějinách fotbalu. Finálový turnaj se odehrál mezi 17. červnem a 17. červencem roku 1994 v Spojených státech amerických. Turnaje se zúčastnilo 24 týmů, rozlosovaných do 6 skupin po 4 týmech. Ze základních skupin postoupily do osmifinále vždy dva nejlepší týmy ve skupině a dále čtyři nejlepší týmy ze třetích míst. Celkem padlo na turnaji 141 branek, což je v průměru 2,7 branky na zápas. Nejlepšími střelci turnaje se se šesti brankami stali Oleg Salenko (Rusko) a Christo Stoičkov (Bulharsko). Nejlepší hráči mistrovství světa: Romário (Brazílie), Roberto Baggio (Itálie), Christo Stoičkov (Bulharsko).

## Stupně vítězů
| Zlato    | Stříbro | Bronz   | 4. místo  |
| -------- | ------- | ------- | --------- |
| Brazílie | Itálie  | Švédsko | Bulharsko |

## Kvalifikace
Kvalifikace se zúčastnilo 147 fotbalových reprezentací, které bojovaly o 22 místenek na závěrečném turnaji. Pořadatelské USA spolu s obhájcem titulu - Německem měli účast jistou.
Československo dohrávalo po rozdělení státu kvalifikaci pod hlavičkou RCS. Nepostoupilo ze 4. evropské kvalifikační skupiny, když skončilo na 3. místě za Rumunskem a Belgií.

### Kvalifikované týmy
| Vlajka     | Stát Archivováno 11. 10. 2015 na Wayback Machine. | Soupisky                                     | Vlajka         | Stát                      | Soupisky                                     |
| ---------- | ------------------------------------------------- | -------------------------------------------- | -------------- | ------------------------- | -------------------------------------------- |
| Švédsko    | Švédsko (Evropa)                                  | Archivováno 20. 11. 2015 na Wayback Machine. | Španělsko      | Španělsko (Evropa)        | Archivováno 6. 3. 2016 na Wayback Machine.   |
| Německo    | Německo (Evropa)                                  | Archivováno 6. 3. 2016 na Wayback Machine.   | Bolívie        | Bolívie (Jižní Amerika)   | Archivováno 10. 10. 2015 na Wayback Machine. |
| Rumunsko   | Rumunsko (Evropa)                                 | Archivováno 5. 3. 2016 na Wayback Machine.   | Argentina      | Argentina (Jižní Amerika) | Archivováno 6. 3. 2016 na Wayback Machine.   |
| Bulharsko  | Bulharsko (Evropa)                                | Archivováno 2. 10. 2015 na Wayback Machine.  | Brazílie       | Brazílie (Jižní Amerika)  | Archivováno 13. 9. 2015 na Wayback Machine.  |
| Itálie     | Itálie (Evropa)                                   | Archivováno 20. 11. 2015 na Wayback Machine. | Kolumbie       | Kolumbie (Jižní Amerika)  | Archivováno 7. 3. 2016 na Wayback Machine.   |
| Belgie     | Belgie (Evropa)                                   | Archivováno 6. 3. 2016 na Wayback Machine.   | USA            | USA (Severní Amerika)     | Archivováno 1. 6. 2018 na Wayback Machine.   |
| Řecko      | Řecko (Evropa)                                    | Archivováno 6. 3. 2016 na Wayback Machine.   | Mexiko         | Mexiko (Střední Amerika)  | Archivováno 6. 3. 2016 na Wayback Machine.   |
| Norsko     | Norsko (Evropa)                                   | Archivováno 6. 3. 2016 na Wayback Machine.   | Nigérie        | Nigérie (Afrika)          | Archivováno 6. 3. 2016 na Wayback Machine.   |
| Švýcarsko  | Švýcarsko (Evropa)                                | Archivováno 6. 3. 2016 na Wayback Machine.   | Maroko         | Maroko (Afrika)           | Archivováno 9. 11. 2017 na Wayback Machine.  |
| Irsko      | Irsko (Evropa)                                    | Archivováno 6. 3. 2016 na Wayback Machine.   | Kamerun        | Kamerun (Afrika)          | Archivováno 6. 3. 2016 na Wayback Machine.   |
| Nizozemsko | Nizozemsko (Evropa)                               |                                              | Saúdská Arábie | Saúdská Arábie (Asie)     | Archivováno 6. 3. 2016 na Wayback Machine.   |
| Rusko      | Rusko (Evropa)                                    | Archivováno 6. 3. 2016 na Wayback Machine.   | Jižní Korea    | Jižní Korea (Asie)        | Archivováno 6. 3. 2016 na Wayback Machine.   |

## Skupinová fáze
| Vysvětlivky | Vysvětlivky                                                                                    |
| ----------- | ---------------------------------------------------------------------------------------------- |
|             | První dva týmy z každé skupiny a čtyři nejlepší týmy na třetích místech postoupily do play off |

### Skupina A
| Tým       | Z | V | R | P | VG | IG | +/- | B |
| --------- | - | - | - | - | -- | -- | --- | - |
| Rumunsko  | 3 | 2 | 0 | 1 | 5  | 5  | 0   | 6 |
| Švýcarsko | 3 | 1 | 1 | 1 | 5  | 4  | +1  | 4 |
| USA       | 3 | 1 | 1 | 1 | 3  | 3  | 0   | 4 |
| Kolumbie  | 3 | 1 | 0 | 2 | 4  | 5  | −1  | 3 |

| 18. června 1994 11:30 UTC-4 |        |           |                                                                                           |
| USA                         | 1 : 1  | Švýcarsko | Pontiac Silverdome, Pontiac diváci: 73 425 rozhodčí: Francisco Oscar Lamolina (Argentina) |
| Wynalda 45'                 | Report | Bregy 39' | Pontiac Silverdome, Pontiac diváci: 73 425 rozhodčí: Francisco Oscar Lamolina (Argentina) |

| 18. června 1994 16:30 UTC-7 |        |                             |                                                                      |
| Kolumbie                    | 1 : 3  | Rumunsko                    | Rose Bowl, Pasadena diváci: 93 586 rozhodčí: Jamal Al Sharif (Sýrie) |
| Valencia 43'                | Report | Răducioiu 16', 89' Hagi 34' | Rose Bowl, Pasadena diváci: 93 586 rozhodčí: Jamal Al Sharif (Sýrie) |

| 22. června 1994 16:00 UTC-4 |        |                                        |                                                                            |
| Rumunsko                    | 1 : 4  | Švýcarsko                              | Pontiac Silverdome, Pontiac diváci: 61 428 rozhodčí: Neji Jouini (Tunisko) |
| Hagi 36'                    | Report | Sutter 16' Chapuisat 53' Knup 66', 72' | Pontiac Silverdome, Pontiac diváci: 61 428 rozhodčí: Neji Jouini (Tunisko) |

| 22. června 1994 16:30 UTC-7   |        |              |                                                                    |
| USA                           | 2 : 1  | Kolumbie     | Rose Bowl, Pasadena diváci: 93 869 rozhodčí: Fabio Baldas (Itálie) |
| Escobar 34' (vl.) Stewart 52' | Report | Valencia 90' | Rose Bowl, Pasadena diváci: 93 869 rozhodčí: Fabio Baldas (Itálie) |

| 26. června 1994 13:00 UTC-7 |        |                        |                                                                              |
| Švýcarsko                   | 0 : 2  | Kolumbie               | Stanford Stadium, Stanford diváci: 83 401 rozhodčí: Peter Mikkelsen (Dánsko) |
|                             | Report | Gaviria 44' Lozano 89' | Stanford Stadium, Stanford diváci: 83 401 rozhodčí: Peter Mikkelsen (Dánsko) |

| 26. června 1994 13:00 UTC-7 |        |              |                                                                              |
| USA                         | 0 : 1  | Rumunsko     | Rose Bowl, Pasadena diváci: 93 869 rozhodčí: Mario van der Ende (Nizozemsko) |
|                             | Report | Petrescu 17' | Rose Bowl, Pasadena diváci: 93 869 rozhodčí: Mario van der Ende (Nizozemsko) |

V 34. minutě zápasu mezi domácími Spojenými státy a Kolumbií Andrés Escobar Saldarriaga nešťastně tečoval míč do vlastní sítě. Kolumbie nakonec prohrála 1:2 a turnaj pro ni skončil. Deset dní nato byl Andrés Escobar ve své vlasti zastřelen. V zemi drogových kartelů jde vždy při sázkách nejen o veliké peníze, ale i o život. Je tudíž velice pravděpodobné, že se nešťastník stal obětí místní mafie.

### Skupina B
| Tým      | Z | V | R | P | VG | IG | +/- | B |
| -------- | - | - | - | - | -- | -- | --- | - |
| Brazílie | 3 | 2 | 1 | 0 | 6  | 1  | +5  | 7 |
| Švédsko  | 3 | 1 | 2 | 0 | 6  | 4  | +2  | 5 |
| Rusko    | 3 | 1 | 0 | 2 | 7  | 6  | +1  | 3 |
| Kamerun  | 3 | 0 | 1 | 2 | 3  | 11 | −8  | 1 |

| 19. června 1994 16:30 UTC-7 |        |                     |                                                                            |
| Kamerun                     | 2 : 2  | Švédsko             | Rose Bowl, Pasadena diváci: 93 194 rozhodčí: Alberto Tejada Noriega (Peru) |
| Embé 31' Omam-Biyik 47'     | Report | Ljung 8' Dahlin 75' | Rose Bowl, Pasadena diváci: 93 194 rozhodčí: Alberto Tejada Noriega (Peru) |

| 20. června 1994 13:00 UTC-7 |        |       |                                                                               |
| Brazílie                    | 2 : 0  | Rusko | Stanford Stadium, Stanford diváci: 81 061 rozhodčí: Lim Kee Chong (Mauricius) |
| Romário 26' Raí 52' (pen.)  | Report |       | Stanford Stadium, Stanford diváci: 81 061 rozhodčí: Lim Kee Chong (Mauricius) |

| 24. června 1994 13:00 UTC-7              |        |         |                                                                                   |
| Brazílie                                 | 3 : 0  | Kamerun | Stanford Stadium, Stanford diváci: 83 401 rozhodčí: Arturo Brizio Carter (Mexiko) |
| Romário 39' Márcio Santos 66' Bebeto 73' | Report |         | Stanford Stadium, Stanford diváci: 83 401 rozhodčí: Arturo Brizio Carter (Mexiko) |

| 24. června 1994 19:30 UTC-4       |        |                   |                                                                             |
| Švédsko                           | 3 : 1  | Rusko             | Pontiac Silverdome, Pontiac diváci: 71 528 rozhodčí: Joël Quiniou (Francie) |
| Brolin 37' (pen.) Dahlin 59', 81' | Report | Salenko 4' (pen.) | Pontiac Silverdome, Pontiac diváci: 71 528 rozhodčí: Joël Quiniou (Francie) |

| 28. června 1994 13:00 UTC-7                         |        |           |                                                                             |
| Rusko                                               | 6 : 1  | Kamerun   | Stanford Stadium, Stanford diváci: 74 914 rozhodčí: Jamal Al Sharif (Sýrie) |
| Salenko 15', 41', 44' (pen.), 72', 75' Radčenko 81' | Report | Milla 46' | Stanford Stadium, Stanford diváci: 74 914 rozhodčí: Jamal Al Sharif (Sýrie) |

| 28. června 1994 16:00 UTC-4 |        |                  |                                                                             |
| Brazílie                    | 1 : 1  | Švédsko          | Pontiac Silverdome, Pontiac diváci: 77 217 rozhodčí: Sándor Puhl (Maďarsko) |
| Romário 46'                 | Report | K. Andersson 23' | Pontiac Silverdome, Pontiac diváci: 77 217 rozhodčí: Sándor Puhl (Maďarsko) |

### Skupina C
| Tým         | Z | V | R | P | VG | IG | +/- | B |
| ----------- | - | - | - | - | -- | -- | --- | - |
| Německo     | 3 | 2 | 1 | 0 | 5  | 3  | +2  | 7 |
| Španělsko   | 3 | 1 | 2 | 0 | 6  | 4  | +2  | 5 |
| Jižní Korea | 3 | 0 | 2 | 1 | 4  | 5  | −1  | 2 |
| Bolívie     | 3 | 0 | 1 | 2 | 1  | 4  | −3  | 1 |

| 17. června 1994 14:00 UTC-5 |        |         |                                                                               |
| Německo                     | 1 : 0  | Bolívie | Soldier Field, Chicago diváci: 63 117 rozhodčí: Arturo Brizio Carter (Mexiko) |
| Klinsmann 61'               | Report |         | Soldier Field, Chicago diváci: 63 117 rozhodčí: Arturo Brizio Carter (Mexiko) |

| 17. června 1994 18:30 UTC-5 |        |                                    |                                                                        |
| Španělsko                   | 2 : 2  | Jižní Korea                        | Cotton Bowll, Dallas diváci: 56 247 rozhodčí: Peter Mikkelsen (Dánsko) |
| Salinas 51' Goikoetxea 55'  | Report | Hong Mjong-po 85' Seo Jung-Won 90' | Cotton Bowll, Dallas diváci: 56 247 rozhodčí: Peter Mikkelsen (Dánsko) |

| 21. června 1994 15:00 UTC-5 |        |                |                                                                          |
| Německo                     | 1 : 1  | Španělsko      | Soldier Field, Chicago diváci: 63 113 rozhodčí: Filippi Cavani (Uruguay) |
| Klinsmann 48'               | Report | Goikoetxea 14' | Soldier Field, Chicago diváci: 63 113 rozhodčí: Filippi Cavani (Uruguay) |

| 23. června 1994 19:30 UTC-4 |        |         |                                                                               |
| Jižní Korea                 | 0 : 0  | Bolívie | Foxboro Stadium, Foxborough diváci: 54 453 rozhodčí: Leslie Mottram (Skotsko) |
|                             | Report |         | Foxboro Stadium, Foxborough diváci: 54 453 rozhodčí: Leslie Mottram (Skotsko) |

| 27. června 1994 15:00 UTC-5 |        |                                        |                                                                             |
| Bolívie                     | 1 : 3  | Španělsko                              | Soldier Field, Chicago diváci: 63 089 rozhodčí: Rodrigo Badilla (Kostarika) |
| E. Sánchez 67'              | Report | Guardiola 19' (pen.) Caminero 66', 70' | Soldier Field, Chicago diváci: 63 089 rozhodčí: Rodrigo Badilla (Kostarika) |

| 27. června 1994 15:00 UTC-5   |        |                                      |                                                                     |
| Německo                       | 3 : 2  | Jižní Korea                          | Cotton Bowl, Dallas diváci: 63 998 rozhodčí: Joël Quiniou (Francie) |
| Klinsmann 12', 37' Riedle 20' | Report | Hwang Sun-Hong 52' Hong Mjong-po 63' | Cotton Bowl, Dallas diváci: 63 998 rozhodčí: Joël Quiniou (Francie) |

### Skupina D
| Tým       | Z | V | R | P | VG | IG | +/- | B |
| --------- | - | - | - | - | -- | -- | --- | - |
| Nigérie   | 3 | 2 | 0 | 1 | 6  | 2  | +4  | 6 |
| Bulharsko | 3 | 2 | 0 | 1 | 6  | 3  | +3  | 6 |
| Argentina | 3 | 2 | 0 | 1 | 6  | 3  | +3  | 6 |
| Řecko     | 3 | 0 | 0 | 3 | 0  | 10 | −10 | 0 |

| 21. června 1994 12:30 UTC-4                |        |       |                                                                                              |
| Argentina                                  | 4 : 0  | Řecko | Foxboro Stadium, Foxborough diváci: 54 456 rozhodčí: Arturo Angeles (Spojené státy americké) |
| Batistuta 2', 45', 89' (pen.) Maradona 60' | Report |       | Foxboro Stadium, Foxborough diváci: 54 456 rozhodčí: Arturo Angeles (Spojené státy americké) |

| 21. června 1994 18:30 UTC-5         |        |           |                                                                          |
| Nigérie                             | 3 : 0  | Bulharsko | Cotton Bowl, Dallas diváci: 44 132 rozhodčí: Rodrigo Badilla (Kostarika) |
| Yekini 21' Amokachi 43' Amuneke 55' | Report |           | Cotton Bowl, Dallas diváci: 44 132 rozhodčí: Rodrigo Badilla (Kostarika) |

| 25. června 1994 16:00 UTC-4 |        |           |                                                                            |
| Argentina                   | 2 : 1  | Nigérie   | Foxboro Stadium, Foxborough diváci: 54 453 rozhodčí: Bo Karlsson (Švédsko) |
| Caniggia 21', 28'           | Report | Siasia 8' | Foxboro Stadium, Foxborough diváci: 54 453 rozhodčí: Bo Karlsson (Švédsko) |

| 26. června 1994 11:30 UTC-5 |        |                                                         |                                                                                       |
| Řecko                       | 0 : 4  | Bulharsko                                               | Soldier Field, Chicago diváci: 63 160 rozhodčí: Ali Bujsaim (Spojené arabské emiráty) |
|                             | Report | Stoičkov 5' (pen.), 55' (pen.) Lečkov 65' Borimirov 90' | Soldier Field, Chicago diváci: 63 160 rozhodčí: Ali Bujsaim (Spojené arabské emiráty) |

| 30. června 1994 18:30 UTC-5 |        |                          |                                                                    |
| Argentina                   | 0 : 2  | Bulharsko                | Cotton Bowl, Dallas diváci: 63 998 rozhodčí: Neji Jouini (Tunisko) |
|                             | Report | Stoičkov 61' Sirakov 90' | Cotton Bowl, Dallas diváci: 63 998 rozhodčí: Neji Jouini (Tunisko) |

| 30. června 1994 19:30 UTC-4 |        |                         |                                                                               |
| Řecko                       | 0 : 2  | Nigérie                 | Foxboro Stadium, Foxborough diváci: 53 001 rozhodčí: Leslie Mottram (Skotsko) |
|                             | Report | George 45' Amokachi 90' | Foxboro Stadium, Foxborough diváci: 53 001 rozhodčí: Leslie Mottram (Skotsko) |

### Skupina E
| Tým    | Z | V | R | P | VG | IG | +/- | B |
| ------ | - | - | - | - | -- | -- | --- | - |
| Mexiko | 3 | 1 | 1 | 1 | 3  | 3  | 0   | 4 |
| Irsko  | 3 | 1 | 1 | 1 | 2  | 2  | 0   | 4 |
| Itálie | 3 | 1 | 1 | 1 | 2  | 2  | 0   | 4 |
| Norsko | 3 | 1 | 1 | 1 | 1  | 1  | 0   | 4 |

| 18. června 1994 16:00 UTC-4 |        |              |                                                                                          |
| Itálie                      | 0 : 1  | Irsko        | Giants Stadium, East Rutherford diváci: 75 338 rozhodčí: Mario van der Ende (Nizozemsko) |
|                             | Report | Houghton 11' | Giants Stadium, East Rutherford diváci: 75 338 rozhodčí: Mario van der Ende (Nizozemsko) |

| 19. června 1994 16:00 UTC-4 |        |        |                                                                         |
| Norsko                      | 1 : 0  | Mexiko | RFK Stadium, Washington diváci: 52 395 rozhodčí: Sándor Puhl (Maďarsko) |
| Rekdal 84'                  | Report |        | RFK Stadium, Washington diváci: 52 395 rozhodčí: Sándor Puhl (Maďarsko) |

| 23. června 1994 16:00 UTC-4 |        |        |                                                                                 |
| Itálie                      | 1 : 0  | Norsko | Giants Stadium, East Rutherford diváci: 74 624 rozhodčí: Hellmut Krug (Německo) |
| D. Baggio 69'               | Report |        | Giants Stadium, East Rutherford diváci: 74 624 rozhodčí: Hellmut Krug (Německo) |

| 24. června 1994 12:30 UTC-4 |        |              |                                                                              |
| Mexiko                      | 2 : 1  | Irsko        | Citrus Bowl, Orlando diváci: 60 790 rozhodčí: Kurt Röthlisberger (Švýcarsko) |
| García 42', 65'             | Report | Aldridge 84' | Citrus Bowl, Orlando diváci: 60 790 rozhodčí: Kurt Röthlisberger (Švýcarsko) |

| 28. června 1994 12:30 UTC-4 |        |            |                                                                                       |
| Itálie                      | 1 : 1  | Mexiko     | RFK Stadium, Washington diváci: 52 535 rozhodčí: Francisco Oscar Lamolina (Argentina) |
| Massaro 48'                 | Report | Bernal 57' | RFK Stadium, Washington diváci: 52 535 rozhodčí: Francisco Oscar Lamolina (Argentina) |

| 28. června 1994 12:30 UTC-4 |        |        |                                                                                        |
| Irsko                       | 0 : 0  | Norsko | Giants Stadium, East Rutherford diváci: 72 404 rozhodčí: José Torres Cadena (Kolumbie) |
|                             | Report |        | Giants Stadium, East Rutherford diváci: 72 404 rozhodčí: José Torres Cadena (Kolumbie) |

### Skupina F
| Tým            | Z | V | R | P | VG | IG | +/- | B |
| -------------- | - | - | - | - | -- | -- | --- | - |
| Nizozemsko     | 3 | 2 | 0 | 1 | 4  | 3  | +1  | 6 |
| Saúdská Arábie | 3 | 2 | 0 | 1 | 4  | 3  | +1  | 6 |
| Belgie         | 3 | 2 | 0 | 1 | 2  | 1  | +1  | 6 |
| Maroko         | 3 | 0 | 0 | 3 | 2  | 5  | −3  | 0 |

| 19. června 1994 12:30 UTC-4 |        |        |                                                                             |
| Belgie                      | 1 : 0  | Maroko | Citrus Bowl, Orlando diváci: 61 219 rozhodčí: José Torres Cadena (Kolumbie) |
| Degryse 11'                 | Report |        | Citrus Bowl, Orlando diváci: 61 219 rozhodčí: José Torres Cadena (Kolumbie) |

| 20. června 1994 19:30 UTC-4 |        |                |                                                                               |
| Nizozemsko                  | 2 : 1  | Saúdská Arábie | RFK Stadium, Washington diváci: 50 535 rozhodčí: Manuel Diaz Vega (Španělsko) |
| Jonk 50' Taument 86'        | Report | Amin 18'       | RFK Stadium, Washington diváci: 50 535 rozhodčí: Manuel Diaz Vega (Španělsko) |

| 25. června 1994 12:30 UTC-4 |        |             |                                                                                      |
| Saúdská Arábie              | 2 : 1  | Maroko      | Giants Stadium, East Rutherford diváci: 76 322 rozhodčí: Philip Don (Velká Británie) |
| Džábir 7' (pen.) Amin 45'   | Report | Chaouch 26' | Giants Stadium, East Rutherford diváci: 76 322 rozhodčí: Philip Don (Velká Británie) |

| 25. června 1994 12:30 UTC-4 |        |            |                                                                           |
| Belgie                      | 1 : 0  | Nizozemsko | Citrus Bowl, Orlando diváci: 62 387 rozhodčí: Renato Marsiglia (Brazílie) |
| Albert 65'                  | Report |            | Citrus Bowl, Orlando diváci: 62 387 rozhodčí: Renato Marsiglia (Brazílie) |

| 29. června 1994 12:30 UTC-4 |        |                |                                                                         |
| Belgie                      | 0 : 1  | Saúdská Arábie | RFK Stadium, Washington diváci: 52 959 rozhodčí: Hellmut Krug (Německo) |
|                             | Report | Al-Owairan 5'  | RFK Stadium, Washington diváci: 52 959 rozhodčí: Hellmut Krug (Německo) |

| 29. června 1994 12:30 UTC-4 |        |                      |                                                                             |
| Maroko                      | 1 : 2  | Nizozemsko           | Citrus Bowl, Orlando diváci: 60 578 rozhodčí: Alberto Tejada Noriega (Peru) |
| Nader 47'                   | Report | Bergkamp 43' Roy 77' | Citrus Bowl, Orlando diváci: 60 578 rozhodčí: Alberto Tejada Noriega (Peru) |

### Žebříček týmů na třetích místech
| Sk. | Tým         | Z | V | R | P | VG | IG | +/- | B |
| --- | ----------- | - | - | - | - | -- | -- | --- | - |
| D   | Argentina   | 3 | 2 | 0 | 1 | 6  | 3  | +3  | 6 |
| F   | Belgie      | 3 | 2 | 0 | 1 | 2  | 1  | +1  | 6 |
| A   | USA         | 3 | 1 | 1 | 1 | 3  | 3  | 0   | 4 |
| E   | Itálie      | 3 | 1 | 1 | 1 | 2  | 2  | 0   | 4 |
| B   | Rusko       | 3 | 1 | 0 | 2 | 7  | 6  | +1  | 3 |
| C   | Jižní Korea | 3 | 0 | 2 | 1 | 4  | 5  | −1  | 2 |

## Vyřazovací fáze
Vyřazovací fáze se hrála podle pravidla pro vytvoření pavouka play-off se 16 týmy, které postoupily z 6 skupin na fotbalových mistrovstvích.
|  | Osmifinále     | Osmifinále |                            |       | Čtvrtfinále   | Čtvrtfinále   |  |  | Semifinále | Semifinále |  |  | Finále | Finále |
|  |                |            |                            |       |               |               |  |  |            |            |  |  |        |        |
|  |                |            |                            |       |               |               |  |  |            |            |  |  |        |        |
|  |                |            |                            |       |               |               |  |  |            |            |  |  |        |        |
|  | Německo        | 3          |                            |       |               |               |  |  |            |            |  |  |        |        |
|  | Německo        | 3          |                            |       |               |               |  |  |            |            |  |  |        |        |
|  | Belgie         | 2          |                            |       |               |               |  |  |            |            |  |  |        |        |
|  | Belgie         | 2          | Německo                    | 1     |               |               |  |  |            |            |  |  |        |        |
|  |                |            | Německo                    | 1     |               |               |  |  |            |            |  |  |        |        |
|  |                | Bulharsko  | 2                          |       |               |               |  |  |            |            |  |  |        |        |
|  | Mexiko         | Bulharsko  | 2                          | 1 (1) |               |               |  |  |            |            |  |  |        |        |
|  | Mexiko         |            |                            | 1 (1) |               |               |  |  |            |            |  |  |        |        |
|  | Bulharsko      | 1 (3)      |                            |       |               |               |  |  |            |            |  |  |        |        |
|  | Bulharsko      | 1 (3)      | Bulharsko                  | 1     |               |               |  |  |            |            |  |  |        |        |
|  |                |            | Bulharsko                  | 1     |               |               |  |  |            |            |  |  |        |        |
|  |                | Itálie     | 2                          |       |               |               |  |  |            |            |  |  |        |        |
|  | Španělsko      | Itálie     | 2                          | 3     |               |               |  |  |            |            |  |  |        |        |
|  | Španělsko      |            |                            | 3     |               |               |  |  |            |            |  |  |        |        |
|  | Švýcarsko      | 0          |                            |       |               |               |  |  |            |            |  |  |        |        |
|  | Švýcarsko      | 0          | Španělsko                  | 1     |               |               |  |  |            |            |  |  |        |        |
|  |                |            | Španělsko                  | 1     |               |               |  |  |            |            |  |  |        |        |
|  |                | Itálie     | 2                          |       |               |               |  |  |            |            |  |  |        |        |
|  | Nigérie        | Itálie     | 2                          | 1     |               |               |  |  |            |            |  |  |        |        |
|  | Nigérie        |            | 17. července – Los Angeles | 1     |               |               |  |  |            |            |  |  |        |        |
|  | Itálie         | 2          |                            |       |               |               |  |  |            |            |  |  |        |        |
|  | Itálie         | 2          | Itálie                     | 0 (2) |               |               |  |  |            |            |  |  |        |        |
|  |                |            | Itálie                     | 0 (2) |               |               |  |  |            |            |  |  |        |        |
|  |                | Brazílie   | 0 (3)                      |       |               |               |  |  |            |            |  |  |        |        |
|  | Saúdská Arábie | Brazílie   | 0 (3)                      | 1     |               |               |  |  |            |            |  |  |        |        |
|  | Saúdská Arábie |            |                            | 1     |               |               |  |  |            |            |  |  |        |        |
|  | Švédsko        | 3          |                            |       |               |               |  |  |            |            |  |  |        |        |
|  | Švédsko        | 3          | Švédsko                    | 2 (5) |               |               |  |  |            |            |  |  |        |        |
|  |                |            | Švédsko                    | 2 (5) |               |               |  |  |            |            |  |  |        |        |
|  |                | Rumunsko   | 2 (4)                      |       |               |               |  |  |            |            |  |  |        |        |
|  | Rumunsko       | Rumunsko   | 2 (4)                      | 3     |               |               |  |  |            |            |  |  |        |        |
|  | Rumunsko       |            |                            | 3     |               |               |  |  |            |            |  |  |        |        |
|  | Argentina      | 2          |                            |       |               |               |  |  |            |            |  |  |        |        |
|  | Argentina      | 2          | Švédsko                    | 0     |               |               |  |  |            |            |  |  |        |        |
|  |                |            | Švédsko                    | 0     |               |               |  |  |            |            |  |  |        |        |
|  |                | Brazílie   | 1                          |       | O třetí místo | O třetí místo |  |  |            |            |  |  |        |        |
|  | Nizozemsko     | Brazílie   | 1                          | 2     | O třetí místo | O třetí místo |  |  |            |            |  |  |        |        |
|  | Nizozemsko     |            |                            | 2     |               |               |  |  |            |            |  |  |        |        |
|  | Irsko          | 0          |                            |       |               |               |  |  |            |            |  |  |        |        |
|  | Irsko          | 0          | Nizozemsko                 | 2     | Bulharsko     | 0             |  |  |            |            |  |  |        |        |
|  |                |            | Nizozemsko                 | 2     | Bulharsko     | 0             |  |  |            |            |  |  |        |        |
|  |                | Brazílie   | 3                          |       | Švédsko       | 4             |  |  |            |            |  |  |        |        |
|  | Brazílie       | Brazílie   | 3                          | 1     | Švédsko       | 4             |  |  |            |            |  |  |        |        |
|  | Brazílie       |            |                            | 1     |               |               |  |  |            |            |  |  |        |        |
|  | USA            | 0          |                            |       |               |               |  |  |            |            |  |  |        |        |
|  | USA            | 0          |                            |       |               |               |  |  |            |            |  |  |        |        |

### Osmifinále
| 2. července 1994 12:00 UTC-5 |        |                    |                                                                                |
| Německo                      | 3 : 2  | Belgie             | Soldier Field, Chicago diváci: 60 246 rozhodčí: Kurt Röthlisberger (Švýcarsko) |
| Völler 6', 40' Klinsmann 11' | Report | Grün 8' Albert 90' | Soldier Field, Chicago diváci: 60 246 rozhodčí: Kurt Röthlisberger (Švýcarsko) |

| 2. července 1994 16:30 UTC-4                       |        |           |                                                                                  |
| Španělsko                                          | 3 : 0  | Švýcarsko | RFK Stadium, Washington diváci: 53 121 rozhodčí: Mario van der Ende (Nizozemsko) |
| Hierro 15' Luis Enrique 74' Begiristain 86' (pen.) | Report |           | RFK Stadium, Washington diváci: 53 121 rozhodčí: Mario van der Ende (Nizozemsko) |

| 3. července 1994 12:00 UTC-5 |        |                                 |                                                                          |
| Saúdská Arábie               | 1 : 3  | Švédsko                         | Cotton Bowl, Dallas diváci: 60 277 rozhodčí: Renato Marsiglia (Brazílie) |
| Al-Ghesheyan 85'             | Report | Dahlin 6' K. Andersson 51', 88' | Cotton Bowl, Dallas diváci: 60 277 rozhodčí: Renato Marsiglia (Brazílie) |

| 3. července 1994 13:30 UTC-7 |        |                                |                                                                          |
| Rumunsko                     | 3 : 2  | Argentina                      | Rose Bowl, Pasadena diváci: 90 469 rozhodčí: Pierluigi Pairetto (Itálie) |
| Dumitrescu 11', 18' Hagi 58' | Report | Batistuta 16' (pen.) Balbo 75' | Rose Bowl, Pasadena diváci: 90 469 rozhodčí: Pierluigi Pairetto (Itálie) |

| 4. července 1994 12:00 UTC-4 |        |       |                                                                        |
| Nizozemsko                   | 2 : 0  | Irsko | Citrus Bowl, Orlando diváci: 61 355 rozhodčí: Peter Mikkelsen (Dánsko) |
| Bergkamp 11' Jonk 41'        | Report |       | Citrus Bowl, Orlando diváci: 61 355 rozhodčí: Peter Mikkelsen (Dánsko) |

| 4. července 1994 12:30 UTC-7 |        |     |                                                                             |
| Brazílie                     | 1 : 0  | USA | Stanford Stadium, Stanfordd diváci: 84 147 rozhodčí: Joel Quiniou (Francie) |
| Bebeto 72'                   | Report |     | Stanford Stadium, Stanfordd diváci: 84 147 rozhodčí: Joel Quiniou (Francie) |

| 5. července 1994 13:00 UTC-4 |                   |                            |                                                                                    |
| Nigérie                      | 1 : 2 (po prodl.) | Itálie                     | Foxboro Stadium, Foxborough diváci: 54 367 rozhodčí: Arturo Brizio Carter (Mexiko) |
| Amuneke 25'                  | Report            | R. Baggio 88', 102' (pen.) | Foxboro Stadium, Foxborough diváci: 54 367 rozhodčí: Arturo Brizio Carter (Mexiko) |

| 5. července 1994 16:30 UTC-4 |                   |             |                                                                                  |
| Mexiko                       | 1 : 1 (po prodl.) | Bulharsko   | Giants Stadium, East Rutherford diváci: 71 030 rozhodčí: Jamal Al Sharif (Sýrie) |
| García Aspe 18' (pen.)       | Report            | Stoičkov 6' | Giants Stadium, East Rutherford diváci: 71 030 rozhodčí: Jamal Al Sharif (Sýrie) |

|                                     |       | Penaltový rozstřel                 |  |
| García Aspe Bernal Rodríguez Suárez | 1 : 3 | Balakov Guentčev Borimirov Letčkov |  |

### Čtvrtfinále
| 9. července 1994 12:00 UTC-4 |        |              |                                                                             |
| Itálie                       | 2 : 1  | Španělsko    | Foxboro Stadium, Foxborough diváci: 53 400 rozhodčí: Sándor Puhl (Maďarsko) |
| D. Baggio 25' R. Baggio 88'  | Report | Caminero 58' | Foxboro Stadium, Foxborough diváci: 53 400 rozhodčí: Sándor Puhl (Maďarsko) |

| 9. července 1994 14:30 UTC-5 |        |                                   |                                                                          |
| Nizozemsko                   | 2 : 3  | Brazílie                          | Cotton Bowl, Dallas diváci: 63 500 rozhodčí: Rodrigo Badilla (Kostarika) |
| Bergkamp 64' Winter 76'      | Report | Romário 53' Bebeto 63' Branco 81' | Cotton Bowl, Dallas diváci: 63 500 rozhodčí: Rodrigo Badilla (Kostarika) |

| 10. července 1994 12:00 UTC-4 |        |                     |                                                                                        |
| Bulharsko                     | 2 : 1  | Německo             | Giants Stadium, East Rutherford diváci: 72 000 rozhodčí: José Torres Cadena (Kolumbie) |
| Stoičkov 75' Letčkov 78'      | Report | Matthäus 47' (pen.) | Giants Stadium, East Rutherford diváci: 72 000 rozhodčí: José Torres Cadena (Kolumbie) |

| 10. července 1994 12:30 UTC-7 |                   |                              |                                                                                  |
| Rumunsko                      | 2 : 2 (po prodl.) | Švédsko                      | Stanford Stadium, Stanfordd diváci: 83 500 rozhodčí: Philip Don (Velká Británie) |
| Răducioiu 88', 101'           | Report            | Brolin 78' K. Andersson 115' | Stanford Stadium, Stanfordd diváci: 83 500 rozhodčí: Philip Don (Velká Británie) |

|                                                       |       | Penaltový rozstřel                                   |  |
| Răducioiu Hagi Lupescu Petrescu Dumitrescu Belodedici | 4 : 5 | Mild K. Andersson Brolin Ingesson R. Nilsson Larsson |  |

### Semifinále
| 13. července 1994 16:00 UTC-4 |        |                    |                                                                                 |
| Bulharsko                     | 1 : 2  | Itálie             | Giants Stadium, East Rutherford diváci: 74 110 rozhodčí: Joel Quiniou (Francie) |
| Stoičkov 44' (pen.)           | Report | R. Baggio 21', 25' | Giants Stadium, East Rutherford diváci: 74 110 rozhodčí: Joel Quiniou (Francie) |

| 13. července 1994 16:30 UTC-7 |        |             |                                                                            |
| Švédsko                       | 0 : 1  | Brazílie    | Rose Bowl, Pasadena diváci: 91 856 rozhodčí: José Torres Cadena (Kolumbie) |
|                               | Report | Romário 80' | Rose Bowl, Pasadena diváci: 91 856 rozhodčí: José Torres Cadena (Kolumbie) |

### O bronz
| 16. července 1994 12:30 UTC-7                   |        |           |                                                                                    |
| Švédsko                                         | 4 : 0  | Bulharsko | Rose Bowl, Pasadena diváci: 91 500 rozhodčí: Ali Bujsaim (Spojené arabské emiráty) |
| Brolin 8' Mild 30' Larsson 37' K. Andersson 40' | Report |           | Rose Bowl, Pasadena diváci: 91 500 rozhodčí: Ali Bujsaim (Spojené arabské emiráty) |

### Finále
| 17. července 1994 12:30 UTC-7 |                   |        |                                                                     |
| Brazílie                      | 0 : 0 (po prodl.) | Itálie | Rose Bowl, Pasadena diváci: 94 194 rozhodčí: Sándor Puhl (Maďarsko) |
|                               | Report            |        | Rose Bowl, Pasadena diváci: 94 194 rozhodčí: Sándor Puhl (Maďarsko) |

|                                    |       | Penaltový rozstřel                       |  |
| Márcio Santos Romário Branco Dunga | 3 : 2 | Baresi Albertini Evani Massaro R. Baggio |  |

## Nejlepší střelci turnaje
6 branek
- Christo Stoičkov
- Oleg Salenko

5 branek
- Romário
- Jürgen Klinsmann
- Roberto Baggio
- Kennet Andersson